# Base Vostok I
La Base Vostok I (en ruso:Восток-1, que significa Oriental-1) es una abandonada estación científica de la Unión Soviética —desde 1991 heredada por Rusia— situada en las llanuras de la Antártida Oriental a 1410 km al sur de la Base Mirni y a una altitud de 3252 m sobre el nivel del mar. El espesor del hielo debajo de la estación es de 2900 m.
El nombre de la base fue puesto en recuerdo de la corbeta Vostok, que fue el barco de la primera expedición antártica rusa de 1819-1821 bajo el mando de Fabian Gottlieb von Bellingshausen.
Fue establecida para participar en el Año Geofísico Internacional por la 2° Expedición Antártica Soviética como una estación temporal. Los expedicionarios al mando de V.G. Averyanov viajaron en un tren trineo-tractor desde la Base Mirni, arribaron al lugar el 12 de abril de 1957, y establecieron Vostok I. El 20 de abril de 1957 la base fue inaugurada. El 1 de junio de 1957 los aerologistas lanzaron la primera radiosonda de prueba. El 27 de junio de 1957 por primera vez en el invierno antártico voló hacia el interior un avión LI-2 (pilotos: B.A. Minkov, y S.A. Erohov), que aterrizó en Vostok I.
El programa de investigación incluyó meteorología, aerología, actinometría y glaciología. La estación estaba formada por cuatro edificios. A 60 m al norte estaba el pabellón aerológico. La estación tenía dos generadores diésel con capacidad de 12 y 24 kW.
El 1 de diciembre de 1957 la base fue cerrada y el equipo transportado a la zona del polo sur geomagnético, donde se emplazó la Base Vostok. Luego Vostok I se utilizó como depósito de combustible para los convoyes de transporte en el servicio de la ruta Mirni-Vostok.
La temperatura promedio anual del área es de -47,4 °C, la máxima -24,4 °C, mínima -73,3 °C. La velocidad media mensual del viento 5,3-8,1 m/s, el máximo 22 m/s. El viento sopla principalmente del sureste.